# レパルス (戦艦)
|            | |
| 艦歴       | |
| 発注       | |
| 起工       | 1890年1月1日                                                                                             |
| 進水       | 1892年2月27日                                                                                            |
| 就役       | 1894年4月21日                                                                                            |
| 退役       | 1910年                                                                                                   |
| その後     | 1911年7月11日に売却                                                                                      |
| 除籍       | |
| 性能諸元   | |
| 排水量     | 常備:14,150トン                                                                                          |
| 全長       | 125.0 m                                                                                                  |
| 全幅       | 22.9 m                                                                                                   |
| 吃水       | 8.4 m |
| 機関       | 円缶8基 レシプロ2基2軸 11,000 馬力                                                                       |
| 速力       | 16.5ノット                                                                                               |
| 燃料搭載量 | 石炭1,100トン                                                                                            |
| 航続力     | 10ノットで4,720海里                                                                                      |
| 乗員       | 712名 |
| 兵装       | 34.3cm連装砲 2基 15.2cm単装砲 10基 5.7cm単装砲16基 4.7cmm単装砲12基 45.0cm魚雷発射管 7門（水上5、水中2） |

レパルス (HMS Repulse) は、イギリス海軍の戦艦。ロイヤル・サブリン級戦艦の4番艦。ペンブローク工廠で1894年4月25日に竣工した。

## 艦歴
海峡艦隊、地中海艦隊などで任務に就いたのち本国に帰って予備艦となり、1911年7月11日に解体のため売却された。